# 拒絶
| ウィキペディアには「拒絶」という見出しの百科事典記事はありません（タイトルに「拒絶」を含むページの一覧/「拒絶」で始まるページの一覧）。 代わりにウィクショナリーのページ「拒絶」が役に立つかもしれません。 |